# Список членов ЦК КПСС, избранных XIX съездом партии
| # А Б В Г Д Е Ё Ж З И К Л М Н О П Р С Т У Ф Х Ц Ч Ш Щ Э Ю Я |

В алфавитном порядке представлены члены Центрального комитета Коммунистической партии Советского Союза, избранные XIX съездом партии (1952).

## Члены ЦК
- Андреев, Андрей Андреевич (1895—1971)
- Василий Андрианов (1902—1978)
- Аверкий Аристов (1903—1973)
- Григорий Арутюнов (1900—1957)
- Сухан Бабаев (1910—1995)
- Мир Джафар Багиров (1896—1956)
- Николай Байбаков (1911—2008)
- Николай Беляев (1903—1966)
- Иван Бенедиктов (1902—1983)
- Лаврентий Берия (1899—1953)
- Борис Бесчев (1903—1981)
- Иван Бойцов (1896—1988)
- Геннадий Борков (1905—1983)
- Леонид Брежнев (1906—1982)
- Николай Булганин (1895—1975)
- Сабир Вагапов (1904—1993)
- Борис Ванников (1897—1962)
- Александр Василевский (1895—1977)
- Иван Волков (1906—1975)
- Геннадий Воронов (1910—1994)
- Климент Ворошилов (1881—1969)
- Андрей Вышинский (1883—1954)
- Бобожон Гафуров (1908—1977)
- Фодор Горячев (1905—1996)
- Виктор Гришин (1914—1992)
- Иван Гришин (1911—1985)
- Михаил Гусев (1903—1979)
- Георгий Денисов (1909—1996)
- Александр Егоров (1904—1988)
- Александр Ефимов (1905—1980)
- Леонид Ефремов (1912—2007)
- Юрий Жданов (1919—2006)
- Иван Жегалин (1906—1984)
- Константин Жуков (1906—1988)
- Александр Засядько (1910—1963)
- Арсений Зверев (1900—1969)
- Михаил Зимянин (1914—1995)
- Николай Игнатов (1901—1966)
- Семен Игнатьев (1904—1983)
- Иван Кабанов (1897—1972)
- Лазарь Каганович (1893—1991)
- Ян Калнберзин (1893—1986)
- Иван Капитонов (1915—2002)
- Захарий Кецховели (1902—1970)
- Александр Кидин (1909—1959)
- Алексей Кириченко (1908—1975)
- Виктор Киселов (1907—1979)
- Николай Киселов (1903—1983)
- Мария Ковригина (1910—1995)
- Фрол Козлов (1908—1965)
- Иван Конев (1897—1973)
- Александр Корнийчук (1905—1972)
- Демьян Коротченко (1894—1969)
- Павел Корчагин (1901—1980)
- Алексей Косыгин (1904—1980)
- Сергей Круглов (1907—1977)
- Василий Кузнецов (1901—1990)
- Николай Кузнецов (1904—1974)
- Теймур Гулиев (1888—1965)
- Алексей Кутыров (1902—1969)
- Отто Вильгельмович Куусинен (1881—1964)
- Йоханнес Кэбин (1905—1999)
- Алексий Ларионов (1907—1960)
- Иван Латунов (1906—1970)
- Иван Лебедев (1907—1972)
- Владимир Лукьянов (1901—1958)
- Георгий Маленков (1902—1988)
- Вячеслав Малышев (1902—1957)
- Алексей Марфин (1912 год — неизвестно)
- Акакий Мгеладзе (1910—1980)
- Дмитрий Мельник (1912—1969)
- Леонид Мельников (1906—1981)
- Лев Мехлис (1889—1953)
- Анастас Микоян (1895—1978)
- Марк Митин (1901—1987)
- Николай Михайлов (1906—1982)
- Вячеслав Молотов (1890—1986)
- Василий Москвин (1910—1969)
- Зиннат Муратов (1906—1988)
- Нуритдин Мухитдинов (1917—2008)
- Виктор Недосекин (1908—1976)
- Борис Николаев (1907—1973)
- Амин Ниязов (1903—1973)
- Николай Органов (1901—1982)
- Анна Панкратова (1897—1957)
- Николай Патоличев (1908—1989)
- Николай Пегов (1905—1991)
- Михаил Первухин (1904—1978)
- Пантелеймон Пономаренко (1902—1984)
- Александр Поскребышев (1891—1965)
- Петр Поспелов (1898—1979)
- Филипп Прасс (1909—1965)
- Василий Прокофьев (1906—1996)
- Василий Пронин (1905—1993)
- Александр Пузанов (1906—1998)
- Исхак Раззаков (1910—1979)
- Алексей Румянцев (1905—1993)
- Максим Сабуров (1900—1977)
- Алексей Семин (1910—1972)
- Дмитрий Смирнов (1908—1965)
- Анастас Сничкус (1903—1974)
- Василий Соколовский (1897—1968)
- Иосиф Сталин (1878—1953)
- Суслов, Михаил Андреевич (1902—1982)
- Елубай Тайбеков (1901—1991)
- Иван Тевосян (1902—1958)
- Павел Титов (1907—1990)
- Федор Титов (1910—1989)
- Дмитрий Устинов (1908—1984)
- Александр Фадеев (1901—1956)
- Алексей Хворостухин (1900—1985)
- Михаил Круничев (1901—1961)
- Никита Хрущёв (1894—1971)
- Петр Чеплаков (1906—1985)
- Василий Чернышев (1908—1969)
- Дмитрий Чесноков (1910—1973)
- Жумабай Шаяхметов (1902—1966)
- Николай Шверник (1888—1970)
- Александр Шелепин (1918—1994)
- Дмитрий Шепилов (1905—1995)
- Матвей Шкирятов (1883—1954)
- Павел Юдин (1899—1968)
- Усман Юсупов (1901—1966)
- Иван Яковлев (1910—1999)
- Михаил Яснов (1906—1991)

## Кандидаты в члены
- Георгий Александров (1908—1961)
- Геннадий Алексиенко (1906—1981)
- Павел Артемьев (1897—1979)
- Тимофей Ахазов (1907—1979)
- Иван Баграмян (1897—1982)
- Валериан Бакрадзе (1901—1971)
- Николай Басистый (1898—1971)
- Семен Богданов (1894—1960)
- Алексей Бондаренко (1911—1956)
- Саймон Борисов (1911—1999)
- Семен Буденный (1883—1973)
- Сергей Бутузов (1909—1967)
- Константин Вершинин (1900—1973)
- Мечисловас Гедвилас (1901—1981)
- Леонид Говоров (1897—1955)
- Серго Гоглидзе (1901—1953)
- Александр Горбатов (1891—1973)
- Константин Горшенин (1907—1978)
- Андрей Гречко (1903—1976)
- Ваган Григорян (1902—1983)
- Андрей Громыко (1909—1989)
- Абдурахман Даниялов (1908—1981)
- Борис Двинский (1894—1973)
- Петр Дементьев (1907—1977)
- Николай Дигай (1908—1963)
- Алексей Епишев (1908—1985)
- Дмитрий Ефремов (1900—1960)
- Василий Жаворонков (1906—1987)
- Павел Жигарев (1900—1963)
- Дмитрий Жимерин (1906—1995)
- Георгий Жуков (1896—1974)
- Авраами Завенягин (1901—1956)
- Георгий Зарубин (1900—1958)
- Петр Захаров (1905—1974)
- Семен Захаров (1906—1986)
- Леонид Ильичев (1906—1990)
- Николай Казаков (1900—1970)
- Иван Кайров (1893—1978)
- Никифор Кальченко (1906—1989)
- Михаил Канунников (1902—1984)
- Богдан Кобулов (1904—1953)
- Алексей Козлов (1911—1982)
- Павел Комаров (1898—1983)
- Леонид Корниец (1901—1969)
- Анатолий Костоусов (1906—1985)
- Фёдор Кузнецов (1906—1989)
- Клавдия Кузнецова (1916 год — неизвестно)
- Кубади Кулов (1907—1980)
- Павел Кумыкин (1901—1976)
- Петр Ладанов (1904—1989)
- Вилис Лачис (1904—1966)
- Петр Ломако (1904—1990)
- Александр Лучинский (1900—1997)
- Лыкова, Лидия Павловна (1913—2016)
- Юрий Максаров (1903—1982)
- Яков Малик (1906—1980)
- Михаил Малинин (1899—1960)
- Родион Малиновский (1898—1967)
- Федор Мамонов (1907—1985)
- Иван Масленников (1900—1964)
- Роман Мельников (1908—1988)
- Кирилл Мерецков (1897—1968)
- Всеволод Меркулов (1895—1953)
- Алексей Мюрисеп (1902—1970)
- Митрофан Неделин (1902—1960)
- Петр Никтин (1909—1959)
- Иван Носенко (1902—1956)
- Георгий Орлов (1903—1991)
- Константин Островитянов (1892—1969)
- Владимир Павлов (1915—1993)
- Дмитрий Павлов (1905—1991)
- Юстас Палецкис (1899—1980)
- Александр Панюшкин (1905—1974)
- Петр Паршин (1899—1970)
- Мария Пидтиченко (1912—1991)
- Михаил Помазнев (1911—1987)
- Борис Пономарев (1905—1995)
- Георгий Попов (1906—1968)
- Сергей Постовалов (1907—1983)
- Александр Пчеляков (1908—1978)
- Дэвид Райзер (1904—1962)
- Сергей Румянцев (1906—1969)
- Василий Рябиков (1907—1974)
- Василий Ряснов (1904—1955)
- Зиновий Сердюк (1903—1982)
- Иван Серов (1905—1990)
- Константин Симонов (1915—1979)
- Игорь Скулков (1913—1971)
- Константин Соколев (1903—1983)
- Леонид Соловьев (1906—1993)
- Сергей Степанов (1903—1976)
- Евгения Степанова (1900—1988)
- Всеволод Столетов (1907—1989)
- Семен Тимошенко (1895—1970)
- Сергей Тихомиров (1905—1982)
- Салчак Тока (1901—1973)
- Зоя Туманова (1922—2000)
- Александр Фёдоров (1909 г. — неизвестно)
- Екатерина Фурцева (1910—1974)
- Александр Хахалов (1909—1979)
- Иван Хохлов (1895—1973)
- Владимир Цховребашвили (1905—1977)
- Василий Цырен (1903—1969)
- Василий Чуйков (1900—1982)
- Гавриил Чумаченко (1903—1970)
- Николай Шаталин (1904—1980)
- Зосима Шашков (1905—1984)
- Алексей Школьников (1914—2003)
- Сергей Штеменко (1907—1976)
- Павел Юдин (1902—1956)
- Иван Юмашев (1895—1972)